# Dietmar Hamann
Dietmar Hamann (ur. 27 sierpnia 1973 w Waldsassen) – niemiecki piłkarz występujący na pozycji defensywnego pomocnika, od 2011 trener Stockport County. Nosi pseudonim Didi.

## Kariera klubowa
Hamann swoją karierę piłkarską rozpoczynał w szkółce piłkarskiej drużyny Wacker Monachium, następnie w roku 1989 rozpoczął treningi w Bayernie Monachium. Do pierwszej drużyny tego klubu włączony został w sezonie 1993/1994. Zadebiutował tam 13 lutego w przegranym 1:3 meczu z VfB Stuttgart. Pierwszą bramkę strzelił natomiast 3 maja w pojedynku z 1. FC Nürnberg. W debiutanckim sezonie Hamann wystąpił w pięciu meczach Bundesliga i wraz ze swoją drużyną został mistrzem Niemiec. W następnych rozgrywkach Niemiec stał się podstawowym zawodnikiem Bayernu i wystąpił już w 30 meczach ligowych jednak nie zdobył bramki. W sezonie 1995/1996 Bayern pokonując w półfinale FC Barcelonę awansował do finału Puchar UEFA, w którym miał się zmierzyć z Girondins Bordeaux. Bawarczycy w dwumeczu pokonali francuską drużynę 5:1 zaś on sam zagrał w pierwszym meczu. Przez następne dwa sezony Niemiec występował kolejno w 23 i 28 spotkaniach, w których zdobył łącznie trzy bramki. W tym czasie został po raz drugi mistrzem kraju, zdobył Puchar Niemiec oraz Puchar Ligi. Sezon 1997/1998 był jego ostatnim spędzonym w Niemczech, w letnim okienku transferowym przeszedł za 5,25 milionów funtów do Newcastle United. Łącznie w monachijskiej ekipie zagrał w 105 meczach ligowych, w których zdobył sześć bramek.
W angielskim zespole zadebiutował 15 sierpnia w zremisowanym 0:0 meczu z Charltonem Athletic. Pierwszą bramkę zdobył 23 stycznia następnego roku w pojedynku Pucharu Anglii z Bradford City. W lidze pierwsze trafienie zaliczył w lutowym meczu z Southampton FC. Swój pierwszy i zarazem ostatni sezon w Newcastle zakończył z 23 ligowymi występami oraz czterema bramkami. Jego drużyna dotarła także do finału Pucharu Anglii, w którym jednak przegrała 2:0 z Manchesterem United a on sam zagrał tylko w jednej połowie, po czym został zmieniony przez Duncana Fergusona. W lipcu 1999 roku Hamann przeszedł za kwotę 8 milionów funtów do Liverpoolu FC.
W ekipie The Reds Hamann był podstawowym zawodnikiem. Zadebiutował tam 7 sierpnia w meczu z Sheffield Wednesday. Pierwsze trafienie zaliczył zaś 5 lutego 2000 roku w potyczce z Leeds Uinted. Swój debiutancki sezon zakończył z 28 występami oraz jedną bramką. W kwietniu 2001 roku Liverpool pokonał w półfinale Pucharu kraju Wycombe Wanderers i awansował do finału tych rozgrywek, w który miał się zmierzyć z Arsenalem Londyn. The Reds wygrało to spotkanie 2:1 a Niemiec zagrał do 60. minuty, po czym został zmieniony przez Gary’ego McAllistera. W sezonie tym Liverpool dotarł także do finału Pucharu UEFA, w którym wygrał z Deportivo Alavés 5:4 po dogrywce. Hamann zagrał w całym spotkaniu. Ponadto wraz ze swoim klubem zdobył jeszcze Puchar Ligi, Tarczę Wspólnoty oraz Superpuchar Europy. Przez następne trzy sezony dalej był podstawowym piłkarzem swojej drużyny i wystąpił w kolejno 31, 30 oraz 35 meczach Premier League, w których zdobył łącznie pięć bramek. W tym czasie wraz z klubem zdobył Puchar Ligi w roku 2003. W sezonie 2004/2005 Liverpool pokonał w półfinale Ligi Mistrzów Chelsea F.C. i awansował do finału tych rozgrywek, w którym wygrał po serii rzutów karnych z AC Milanem. Hamann wykonywał jedenastkę jako pierwszy ze swojej drużyny i strzelił z niej gola. Zwycięstwo w Lidze Mistrzów dało The Reds prawo gry w Superpucharze Europy oraz Klubowych Mistrzostwach Świata. W pierwszym z tych rozgrywek Liverpool pokonał CSKA Moskwa a Hamann zagrał przez pełne 90 minut. Na Mistrzostwach Świata The Reds dotarli do finału, jednak przegrali w nim z brazylijskim São Paulo FC. W Liverpoolu grał jeszcze przez jeden sezon. W połowie lipca Hamann podpisał wstępny kontrakt z Boltonem Wanderers, jednak nie dołączył do tej drużyny. Ostatecznie, 12 lipca przeszedł za kwotę 400 tysięcy funtów do Manchesteru City.
W nowym klubie zadebiutował 17 września w meczu z Blackburn Rovers. W swoim pierwszym sezonie na City of Manchester Stadium zagrał jeszcze w 15 meczach, jednak nie zdobył bramki. Rok później stał się już podstawowym zawodnikiem swojej drużyny i zagrał w 29 meczach Premier League. 13 stycznia 2009 roku Hamann doznał kontuzji palca u nogi, 
która wykluczyła go z gry na trzy miesiące. 1 lipca 2009 roku, po wygaśnięciu kontraktu opuścił klub i stał się wolnym agentem.
20 maja 2010 roku podpisał roczny kontrakt z Milton Keynes Dons.

## Kariera reprezentacyjna
W latach 1993–1995 Hamann zaliczył 10 występów w reprezentacji swojego kraju U-21. W seniorskiej kadrze zadebiutował 17 listopada 1997 roku w wygranym 3:0 meczu z RPA, w 13. minucie tego meczu zdobył także swoją pierwszą bramkę. Rok później Berti Vogts powołał go na mundial. Na tym turnieju Niemcy dotarli do ćwierćfinału a sam Hamann zagrał we wszystkich pięciu spotkaniach. Dwa lata później Hamann znalazł się w kadrze na Euro. Na tej imprezie Niemcy zajęły 4. miejsce w swojej grupie i nie awansowały do fazy pucharowej. Hamann zagrał tylko jednym meczu (przegranym 3:0 z Portugalią). Niemiec wystąpił również we wszystkich meczach Mistrzostw Świata 2002, na których jego reprezentacja zajęła 2. miejsce. Ostatnim wielkim turniejem w jego karierze było Euro 2004. Na tych mistrzostwach zagrał w każdym meczu swojej drużyny, jednak Niemcy zajęły 3. miejsce w grupie D. W roku 2006 Hamann postanowił zakończyć swoją reprezentacyjną karierę. Łącznie w barwach narodowych wystąpił 59 razy oraz zdobył pięć bramek.

## Kariera trenerska
5 lipca 2011 roku został zatrudniony jako trener w zespole Stockport County, występującym w Conference National. W pierwszym meczu pod jego wodzą, klub zremisował 1-1 z Forest Green Rovers. 7 listopada 2011 roku zrezygnował z posady. Zostawił klub z 17. miejscem w lidze po jedynie trzech zwycięstwach w 19 spotkaniach.